# Pamexis contaminata
Pamexis contaminata är en insektsart som beskrevs av Hagen 1887. Pamexis contaminata ingår i släktet Pamexis och familjen myrlejonsländor. Inga underarter finns listade i Catalogue of Life.